# Tòa nhà Leal Senado
Tòa nhà Leal Senado (tiếng Bồ Đào Nha cho "Loyal Senate", nghĩa là Sen thượng viện trung thành) là trụ sở của chính phủ Ma Cao thuộc Bồ Đào Nha, gồm Hội đồng Lập pháp và Hội đồng Thành phố Ma Cao. Nó nằm ở một đầu của Quảng trường Senado ở São Lourenço, Ma Cao, Trung Quốc. Bảng hiệu được ban cho chính quyền Ma Cao vào năm 1810 bởi nhiếp chính vương João, người sau đó trở thành vua João VI của Bồ Đào Nha nằm tại đây. Đây là phần thưởng cho lòng trung thành của Ma Cao đối với Bồ Đào Nha, quốc gia đã từ chối công nhận chủ quyền của Tây Ban Nha chiếm đóng với triều đại Filipe Bồ Đào Nha từ năm 1580 đến năm 1640. Một tấm bảng do nhà vua ban kỷ niệm điều này vẫn có thể được nhìn thấy bên trong sảnh vào. Hiện tòa nhà là trụ sở của Văn phòng Các vấn đề Thành phố Ma Cao.

## Lịch sử
Một đình lâu phong cách Trung Hoa từng nằm trên địa điểm của tòa nhà Leal Senado. Tòa nhà đó sau đó là nơi gặp gỡ của các quan chức Bồ Đào Nha và Trung Quốc, và là nơi triều đại nhà Minh công bố các quy định cho Ma Cao. Người Bồ Đào Nha đã lên kế hoạch mua lại đình lâu này vào năm 1583, cũng như một số ngôi nhà Trung Quốc phía sau nó. Tuy nhiên, phải đến năm 1784, chính phủ Bồ Đào Nha mới mua được nó với giá 80.000 lượng.
Tòa nhà Leal Senado được xây dựng sau khi mua và trở thành trung tâm chính trị của Ma Cao kể từ đó. Các cuộc mít tinh và ăn mừng của người Bồ Đào Nha cũng được tổ chức tại đây. Mặc dù được xây dựng vào năm 1784, nhưng nó có kiến trúc Bồ Đào Nha tương tự như từ thế kỷ 14 đến 15 của Bồ Đào Nha hơn là phong cách Pombaline phổ biến vào thời điểm Leal Senado được xây dựng. Một số tổ chức đặt tại tòa nhà bao gồm bảo tàng Luís Vaz de Camões, bưu điện, tòa án và nhà tù, nhưng tất cả đều đã chuyển đi nơi khác. Nó được tân trang lại hoàn toàn vào năm 1904. Năm 1936, tòa nhà lại bị một trận bão làm hư hại.
Sau khi bàn giao Ma Cao lại cho Trung Quốc, tòa nhà trở thành trụ sở của Văn phòng các vấn đề dân sự và thành phố. Đến năm 2005, nó trở thành một phần của Di sản thế giới "Khu lịch sử Ma Cao được UNESCO công nhận.

## Mô tả
Tòa nhà có dạng chữ U. Bên phải của tầng trệt là nhà triển lãm thường xuyên tổ chức các cuộc triển lãm nghệ thuật. Góc tây bắc của tầng này là một thư viện công cộng được mở cửa từ năm 1929. Nó được thiết kế giống với thư viện của Tu viện Mafra ở Bồ Đào Nha, được trang trí theo phong cách cổ điển. Tại đây chứa khoảng 18.500 cuốn sách, trong đó là bộ sưu tập sách tiếng nước ngoài có niên đại từ thế kỷ 17 đến những năm 1950, đặc biệt là những cuốn sách về lịch sử Bồ Đào Nha ở Châu Phi và Viễn Đông.  Tòa nhà đã giữ lại tất cả các bức tường tổng thể ban đầu và bố cục chính của nó, bao gồm cả sân vườn ở phía sau.
Hội trường ở tầng hai là nơi tổ chức các cuộc họp và họp báo công khai của Hội đồng thành phố Ma Cao trước đây, Văn phòng các vấn đề dân sự và thành phố hiện tại.

## Hình ảnh

Tòa nhà Leal Senado, Ma Cao
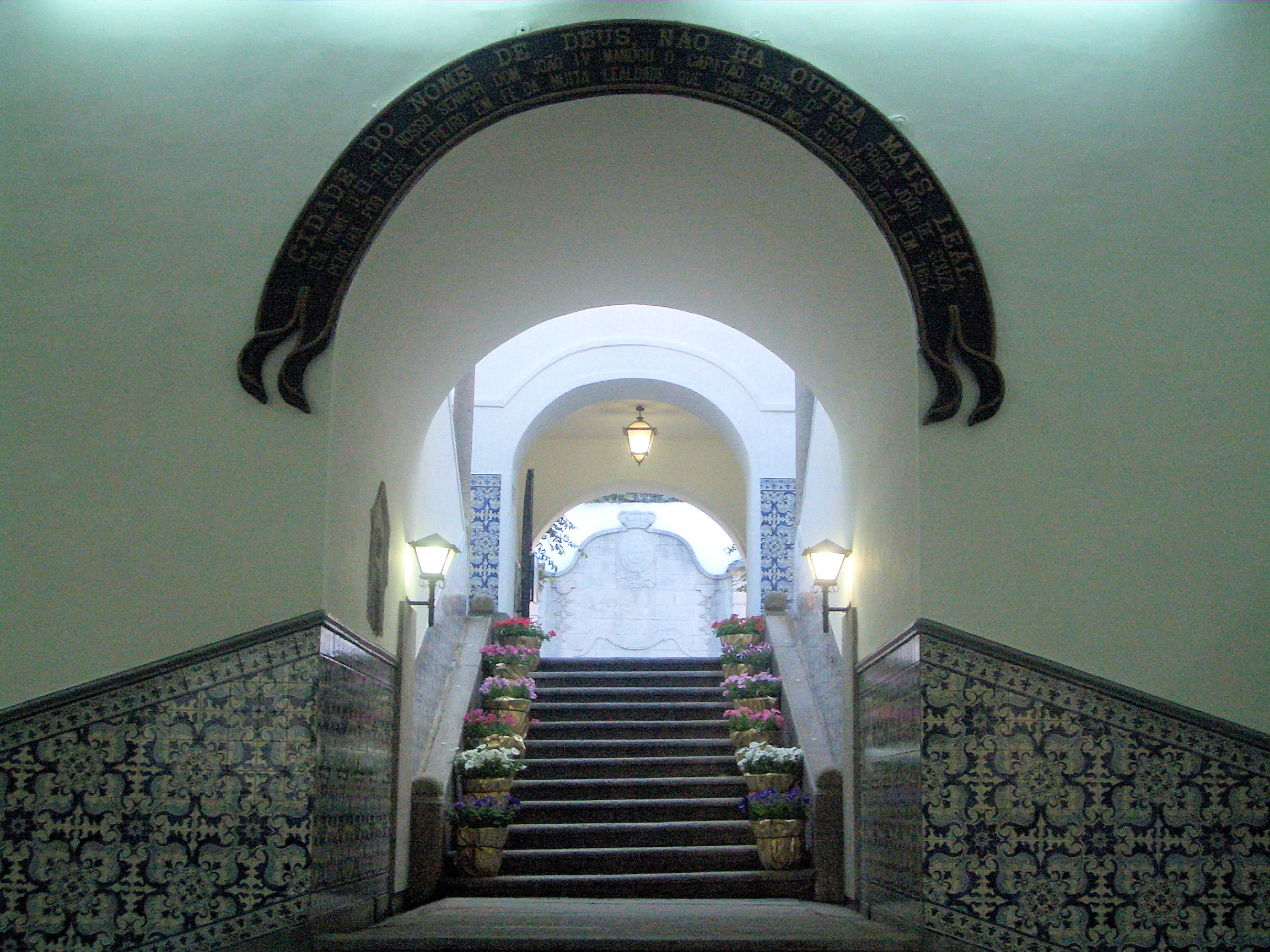
Bên trong lối vào chính, nơi có bảng hiệu do vua João IV ban cho Ma Cao được trưng bày.
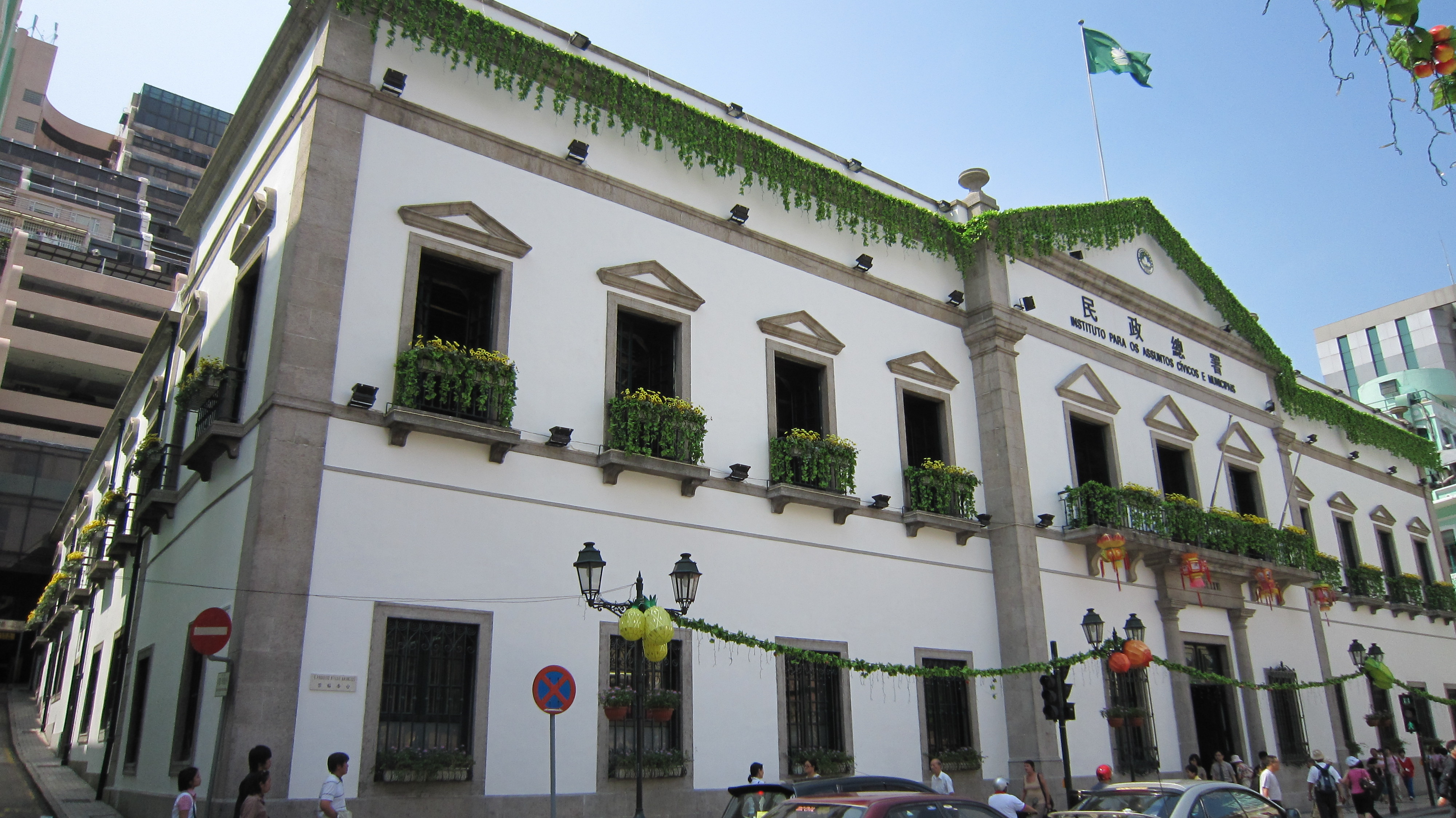
Tòa nhà văn phòng của Hội đồng lập pháp Ma Cao trước đây
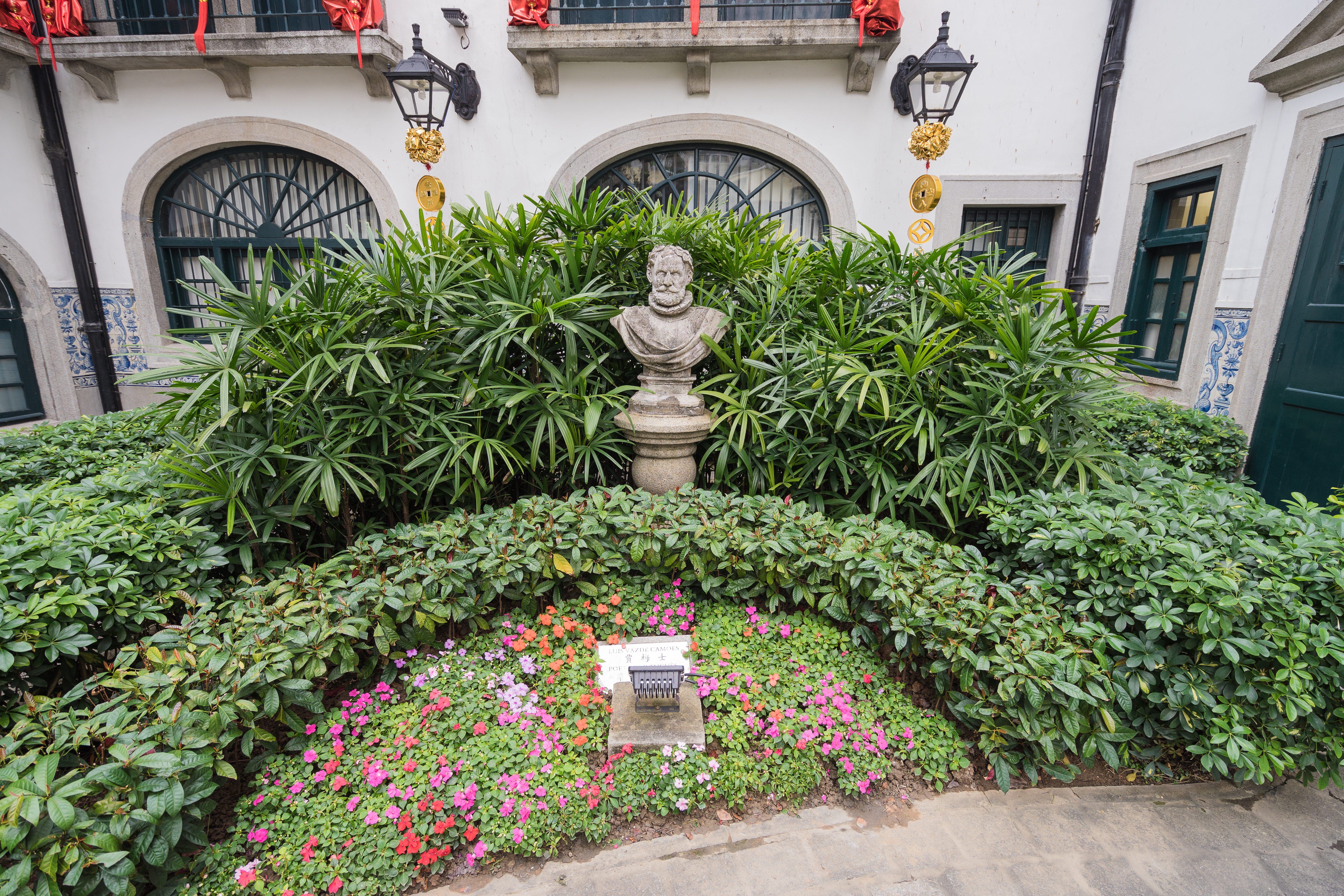
Một bức tượng của Luís Vaz de Camões trong vườn phía sau